# Глареан, Генрих
Ге́нрих Глареа́н (лат. Glareanus; настоящая фамилия Лорис — Loris, Loritus; июнь 1488, Моллис, кантон Гларус — 28 марта 1563, Фрайбург-в-Брайсгау) — швейцарский гуманист: теоретик музыки, географ, историк, филолог, математик.

## Биография
Свой латинский псевдоним Глареан произвёл из названия родного кантона. В 1510 году окончил Кёльнский университет, где изучал философию, богословие, математику и музыку; среди его учителей — богослов и теоретик музыки Иоанн Кохлей. За поэтический панегирик в адрес Максимилиана I Габсбурга удостоился императорских наград, в том числе лаврового венка (1512). В 1514 году переехал в Базель, где оставался до 1529 года. Ездил в Италию в 1516 году, во Францию в 1517 году, где познакомился с ведущими гуманистами, в том числе с композитором Жаном Мутоном. С 1529 года профессор поэтики, истории, географии во Фрайбургском университете. Выступал против движения Реформации. Свободно владел греческим языком. Был дружен с Эразмом Роттердамским, который оказал сильнейшее влияние на мировоззрение Глареана, определил характер его восприятия античной философии и культуры.

## Научная деятельность
Среди трудов Глареана (на латинском языке, в том числе «Введение в музыку», 1516) знаменит трактат «Додекахорд» (в переводе с греческого языка «Двенадцатиструнник»), который был издан в 1547, но написан, как полагают современные исследователи, около 1539 года. Для Глареана-учёного характерно стремление к точности и однозначности терминологии: «То, что использовалось древними в порядке, главным образом, поэтической вольности — на это, пожалуй, можно закрыть глаза. Но в научном изложении дело обстоит иначе. Словарь научных дисциплин должен быть незыблемым и постоянным, иначе всюду получится сплошная и нескончаемая ошибка».
От всякого, кто заявляет серьёзную претензию на занятия музыкальной наукой, Глареан требовал соблюдения трёх важнейших условий: знание арифметики, знание (хотя бы начальное) греческого языка, владение монохордом:
Я обращаюсь ко всякому юноше <…> желая стать достойным жрецом сей дисциплины, ты должен выполнить три главнейшие условия, без которых ею в совершенстве овладеть невозможно, созерцай ты сколько угодно и превзойди в размышлениях самого Прометея. Первое — это иметь наготове в памяти правила арифметики, из области как теоретической, так и практической. Затем — не быть полнейшим невеждой в греческом языке, ибо терминология этого искусства по большей части греческая. Третье — иметь под рукой какой-либо инструмент, с помощью которого можно было бы также и слухом отмерять все звуки.
Центральная тема в «Додекахорде» — учение о ладах. Ссылаясь на античных музыкальных теоретиков (важнейшим авторитетом для Глареана оставался Боэций), Глареан добавил к восьми традиционным церковным ладам (тонам) ещё четыре: ионийский автентический (по свидетельству Глареана, самый распространённый в современной ему музыке), ионийский плагальный, эолийский автентический, эолийский плагальный:
| Оригинальные структурные схемы 12 ладов Глареана («Додекахорд», f.82) |
| --------------------------------------------------------------------- |
|                                                                       |

Квинто-октавный (для плагальных кварто-октавный) остов (см. на факсимильной схеме выше) Глареан считал важнейшей структурной особенностью (монодического) лада. Для обозначения специфического для каждого лада заполнения этого остова в процессе развёртывания мелодии он использовал термин phrasis (букв. «ораторский слог, стиль»).
Новаторской была попытка Глареана распространить теорию 12 ладов на одноголосный распев (cantus planus). Однако модальную организацию многоголосия Глареан детально не обсуждает. Многоголосный лад по традиции он определяет по тенору, при этом другие голоса описываются как соотнесённые с тенором, написанные в «родственных» ладах:
Между ладами существует некое тайное родство (occulta cognatio), и один лад происходит от другого — и это вовсе не по прихоти симфонетов, а по природе вещей (rerum natura). Мы видели, когда тенор [многоголосного сочинения] установлен в гиподорийском ладу, бас же в дорийском, а часто и в эолийском. <…> Когда тенор фригийский, то бас и кантус часто случаются эолийские, что можно видеть в Плачах Магдалины <…>, а иногда кантус бывает и гипофригийский. <…> Также, когда в теноре миксолидийский лад, кантус и бас в гипомиксолидийском (то есть дорийском по звукоряду) etc. 
Новая систематика ладов закрепилась в музыкальной теории (нашла отражение у Джозеффо Царлино, Галла Дресслера и др.) и оказала влияние на инструментальное творчество композиторов эпохи Возрождения (Клаудио Меруло, Андреа Габриели, Джованни Габриели писали токкаты и ричеркары во всех 12 «глареановых» ладах).
Помимо ладового учения «Додекахорд» содержит большое количество ценных исторических свидетельств о современной Глареану музыке, с нотными примерами — от технически изысканных мотетов и месс франко-фламандских композиторов до «народного» трумшайта.

## Издания и переводы трактатов
- Helvetiae descriptio («Описание Швейцарии»; Basel 1515)
- Isagoge in musicen <…> quibusque bonis authoribus latinis et graecis ad studiosorum utilitatem <…> elaborata… (Basel, 1516); англ. перевод: Turrell F.B. The Isagoge in Musicen of Henry Glarean // Journal of Music Theory, III (1959), pp. 97–139.
- De geographia liber («Книга о географии»; Basel 1527)
- Boethi quae extant opera omnia. <…> Glareanus arithmeticam et musicam demonstrationibus et figuris auctiorem redditam suo pristino nitori restituit… Basel, 1546 (Глареан выступил в этом издании как редактор и комментатор «Арифметики» и «Музыки» Боэция).
- ΔΩΔΕΚΑΧΟΡΔΟΝ (Basel, 1547); факсимиле: New York: Broude Brothers, 1967 (Monuments of Music and Music Literature in Fascimile, II.65); факсимиле: Hildesheim: Olms, 1969; немецкий перевод: Dodecachordon <…> übersetzt und übertragen von Peter Bohn. Leipzig: Breitkopf und Härtel, 1888 (Publikation älterer praktischer und theoretischer Musikwerke, Bd.XVI); английский перевод: Dodecachordon, translated, transcribed, and edited by Clement A. Miller // Musicological Studies and Documents, vol.6 (s.l. 1965); французский перевод: Chr. Meyer, 2003 (см. Ссылки); русский перевод: Б.А. Клейнер, 1994 (см. Литература).
- De VI arithmeticae practicae speciebus <…> epitome (Parisiis, 1554).
- In Titum Livium annotationes <…> (Lugduni, 1555; комментарий к Титу Ливию).
- Musicae epitome sive compendium ex Glareani Dodecachordo (Basle, 1557, репринт: Basel, 1559); факсимиле: Kassel: Barenreiter, 1975.